# Биловец
Биловец (чеш. Bílovec) град је у Чешкој Републици. Град се налази у управној јединици Моравско-Шлески крај, у оквиру којег припада округу Нови Јичин.

## Становништво
Према подацима о броју становника из 2014. године град је имао 7.544 становника.